# Ghyd-Kermeliss-Holly Olonghot
Ghyd-Kermeliss-Holly Olonghot, född 15 mars 1986, är en friidrottare från Kongo-Brazzaville. Han deltog vid olympiska sommarspelen 2008.